# Pound trên inch vuông
Pound trên inch vuông hay chính xác hơn là lực-pound trên một inch vuông (ký hiệu: lbf/in2; viết tắt: psi) là một đơn vị áp suất hoặc ứng suất dựa trên các đơn vị avoirdupois. Đó là áp suất do một lực một pound tác dụng cho diện tích một inch vuông. Trong các đơn vị SI, 1 psi xấp xỉ bằng 6895 N/m².
Pound trên mỗi inch vuông tuyệt đối (psia) được sử dụng để làm rõ rằng áp suất có liên quan đến chân không hơn là áp suất khí quyển xung quanh. Vì áp suất khí quyển ở mực nước biển là khoảng 14,7 psi, điều này sẽ được thêm vào bất kỳ áp suất đọc trong không khí ở mực nước biển. Ngược lại, pound trên mỗi inch vuông đo (psig), chỉ ra rằng áp suất này liên quan đến áp suất khí quyển. Ví dụ, lốp xe đạp được bơm tới 65 psig trong áp suất khí quyển cục bộ ở mực nước biển (14,7 psia) sẽ có áp suất bằng 79,7 psia (14,7 psi + 65 psi). Khi áp suất đo được tham chiếu đến một thứ khác ngoài áp suất khí quyển xung quanh, thì đơn vị sẽ là pound trên mỗi inch vuông vi sai (psid).

## Bội số
Kilopound trên mỗi inch vuông (ksi) là một đơn vị tỷ lệ có nguồn gốc từ psi, tương đương với một nghìn psi (1000 lbf/in2).
ksi không được sử dụng rộng rãi cho áp suất khí. Chúng chủ yếu được sử dụng trong khoa học vật liệu, trong đó độ bền kéo của vật liệu được đo bằng một số lượng lớn psi.
Chuyển đổi trong Đơn vị SI là 1 ksi = 6.895 MPa hoặc 1 MPa = 0.145 ksi.
Megapound trên mỗi inch vuông (Mpsi) là một bội số khác tương đương với một triệu psi. Nó được sử dụng trong cơ học cho suất đàn hồi của vật liệu, đặc biệt là cho kim loại.
Chuyển đổi trong Đơn vị SI là 1 Mpsi = 6.895 GPa hoặc 1 GPa = 0.145 Mpsi.

## Chuyển đổi
|           | Pascal           | Bar                     | Technical atmosphere | Standard atmosphere | Torr            | Pounds per square inch |
| (Pa)      | (bar)            | (at)                    | (atm)                | (Torr)              | (lbf/in2)       |                        |
| --------- | ---------------- | ----------------------- | -------------------- | ------------------- | --------------- | ---------------------- |
| 1 Pa      | ≡ 1 N/m²         | 10−5                    | 1.0197×10−5          | 9.8692×10−6         | 7.5006×10−3     | 0.000 145 037 737 730  |
| 1 bar     | 105              | ≡ 100 kPa ≡ 106 dyn/cm² | 1.0197               | 0.98692             | 750.06          | 14.503 773 773 022     |
| 1 at      | 98066.5          | 0.980665                | ≡ 1 kgf/cm²          | 0.967 841 105 354 1 | 735.559 240 1   | 14.223 343 307 120 3   |
| 1 atm     | 101325           | 1.01325                 | 1.0332               | 1                   | 760             | 14.695 948 775 514 2   |
| 1 Torr    | 133.322 368 421  | 0.001 333 224           | 0.001 359 51         | 1/760 ≈ 0001315789  | 1 Torr ≈ 1 mmHg | 0.019 336 775          |
| 1 lbf/in2 | 6894.757 293 168 | 0.068 947 573           | 0.070 306 958        | 0.068 045 964       | 51.714 932 572  | ≡ 1 lbf/in2            |